# Maytenus belizensis
Maytenus belizensis là một loài thực vật có hoa trong họ Dây gối. Loài này được Standl. mô tả khoa học đầu tiên năm 1935.